# Eva Schindele
Eva Schindele (* 13. März 1951 in Weilheim in Oberbayern) ist eine deutsche Journalistin, Autorin, Podcasterin und Sozialwissenschaftlerin.  

## Leben
Eva Schindele studierte Sozial- und Erziehungswissenschaften in Konstanz und Berlin und promovierte zu einem medizinethischen Thema an der Universität Bremen. 
In den 1970er Jahren engagierte sie sich in der Berliner Stadtteil- und Mieterbewegung. In ihrem Buch Mieter stören (1980) untersuchte sie die Auswirkungen der Sanierung und Gentrifizierung auf eine gewachsene Sozialstruktur (Berlin-Charlottenburg-Klausener Platz) und dokumentierte den Protest. Von 1980 bis 1983 arbeitete sie bei der Internationalen Bauausstellung Kreuzberg (IBA) und entwickelte Konzepte der Bürgerbeteiligung im Rahmen einer behutsamen Stadterneuerung. 
Seit Ende der 1980er Jahre beschäftigt sich Schindele mit den Auswirkungen moderner medizinischer Technologien auf das Selbst- und Weltverständnis des Menschen – insbesondere der Frauen. In ihrem Buch Gläserne Gebär-Mütter thematisierte sie schon früh die Folgen Pränataler Diagnostik auf schwangere Frauen und auf das gesellschaftliche Klima, in dem die Plan- und Machbarkeit lebendiger Prozesse immer mehr zum gesellschaftlichen Ideal werden. 
Sie kritisiert die Gynäkologie, wenn diese als Machtinstrument den weiblichen Körper normiert und als kontroll- und verbesserungsbedürftig definiert. Gleichzeitig verkaufe sich die Medizin in der Postmoderne als Instrument weiblicher Selbstbestimmung. Dieses Angebot nähmen viele Frauen bereitwillig an, ohne zu reflektieren, in welche neuen Abhängigkeiten, zum Beispiel der Reproduktionsmedizin und Pharmaindustrie, sie sich dadurch begeben. In den vergangenen Jahren befasste sie sich mit der Entwicklung der Geburtshilfe zur Geburtsmedizin und den kulturellen und philosophischen Implikationen dieses Wandels. In diesem Zusammenhang dokumentierte sie den Prozess und die Verurteilung der Hebamme und Ärztin Anna Rockel-Loenhoff zu knapp sieben Jahren Haft. Seit Februar 2024 veröffentlicht Schindele den Podcast „Alt und Unverzagt - Frauen erzählen Geschichte“ in dem sie sich mit Frauen aus der Kriegs- und Nachkriegsgeneration über deren Leben, die Frauenbewegung und das Altwerden und Altsein unterhält. 
Eva Schindele ist verheiratet und hat zwei Kinder. Sie lebt in Bremen und Murnau.

## Bücher
- Mieter stören. Alltag und Widerstand in einem Berliner Sanierungsgebiet, Rotbuch, 1980
- Gläserne Gebär-Mütter. Vorgeburtliche Diagnostik – Fluch oder Segen, Fischer, 1990
- Schwangerschaft. Zwischen guter Hoffnung und medizinischem Risiko, Rasch und Röhrig, 1995
- Pfusch an der Frau. Krankmachende Normen, überflüssige Operationen, lukrative Geschäfte, Fischer 1996

## Hörfunksendungen und Print (Auswahl)
- Eizellhandel – Rohstoff für das Mutterglück. In: Die Zeit. 17. Januar 2007.
- Schlecht behandelt – Über ärztliche Fehler, Schuld und ein Geschäftsmodell, Sendung (WDR 5) vom 11. Mai 2014
- Gentests – Das neue Orakel, in: Der vermessene Mensch (SWR 2) vom 31. Mai 2015
- Wunschkinder aus dem Baukasten, 2015
- Am Anfang des Lebens, fünfteilige Serie, WDR, 2015–17
- Geburtsmedizin braucht neue Antworten – Der verkehrte Weg ins Leben. Deutschlandfunk, Wissenschaft im Brennpunkt, 17. Dezember 2017[4]
- Digitale Beziehungskisten – Die künstlich intelligente Gesellschaft, SWR 2, Mai 2019
- Die Frauen der Rechten – Über Geschlecht und Ordnung, WDR 2020
- Die Ethik von Geburt und Tod, SWR 2021

## Auszeichnungen
- Hörfunkpreis der Bundesarbeitsgemeinschaft der freien Wohlfahrtspflege (BAGFW) 1993 und 2000
- Juliane-Bartel-Preis 2004